# Christophe Marion
Pour les articles homonymes, voir Marion.
Christophe Marion, né le 25 avril 1973 à Vendôme, est un historien et homme politique français. Membre de La République en marche depuis 2016, il est élu maire de Saint-Ouen en 2020, puis député dans la 3e circonscription de Loir-et-Cher en 2022 et à nouveau en 2024.

## Biographie

### Carrière
Agrégé d'histoire (1996), Christophe Marion a été enseignant dans le second degré avant de rejoindre l'Institut européen d'histoire et des cultures de l'alimentation (IEHCA - université François-Rabelais de Tours). 
Après avoir occupé des fonctions de cabinet auprès du président de la région Centre, François Bonneau, puis du président de l'Université François-Rabelais, Loïc Vaillant, il dirige le département « Métiers » de l'Agence de mutualisation des universités et des établissements (AMUE). 
Il devient en 2017 délégué général du Comité des travaux histoires et scientifiques (CTHS), institut rattaché à l'École nationale des chartes. Il est également délégué scientifique chargé de la coordination des activités de recherche de la même école.

### Parcours politique
Christophe Marion débuta son engagement politique à Vendôme en devenant conseiller municipal de la ville sur la liste du maire socialiste de l'époque Daniel Chanet en 1995. 
Il a ensuite été candidat du Parti socialiste à plusieurs reprises en Vendômois : en 2011, à l'occasion des élections cantonales ; en 2012, comme suppléant de Karine Gloanec Maurin lors des élections législatives ; en 2014, lors des élections municipales à Saint-Ouen (Loir-et-Cher) sur la liste de Jean Perroche ; en 2015, lors des élections départementales en tandem avec Charlotte Colas. Il a rejoint En marche en 2016. 
Il est, de 2014 à 2020, adjoint au maire de Saint-Ouen chargé des finances et conseiller communautaire de la communauté d'agglomération Territoires Vendômois. Il devient lui-même maire de Saint-Ouen en 2020 et 4e vice-président de la communauté d'agglomération des Territoires Vendômois.
En 2021, il participe aux élections régionales en Centre-Val de Loire sur la liste "Ensemble le meilleur est avenir" menée par Marc Fesneau. 
Lors des élections législatives de 2022, Christophe Marion se présente comme candidat dans la 3e circonscription du Loir-et-Cher pour La République en marche et la coalition présidentielle Ensemble !. Il est élu député au second tour face à la candidate du Rassemblement national Marine Bardet avec 55,2 % des voix.
Sous sa première législature, il siégeait au groupe Renaissance à l'Assemblée nationale et était membre de la commission des Affaires culturelles et de l'Éducation.
En 2024, après la dissolution de l'Assemblée nationale, le député sortant est le candidat de la majorité présidentielle dans sa circonscription, souhaitant travailler dans la continuité du travail accompli durant les deux années passées. Il est élu au second tour avec plus de 5 000 voix d'avance, face à une candidate Rassemblement national nouvellement installée en Loir-et-Cher.